# マイケル・ボルトン
マイケル・ボルトン（Michael Bolton、1953年2月26日 - ）は、アメリカ合衆国出身のミュージシャン、シンガーソングライター。本名はマイケル・ボロティン（Michael Bolotin）
ハードロックバンドのボーカリストとして頭角を現し、ソロ活動後はブルー・アイド・ソウルやバラード曲のヒットで大きな成功を収めた。1990年、1991年『グラミー賞』受賞。

## 概要
1980年代から1990年代のアメリカのアダルト・コンテンポラリーチャートを賑わせた、当時のアメリカを代表するアダルト・コンテンポラリーのシンガーの1人である。
1990年代からは三大テノールや、ルネ・フレミングとの共演などジャンルにとらわれない活動をしている。
売り上げは全世界で7500万枚以上、ビルボードチャートで8枚のアルバムがトップ10、2枚のシングルがトップになっているヒット歌手である。
主な受賞歴では、アメリカン・ミュージック・アウォーズを6回受賞していることやグラミー賞に4回ノミネートされ、2回受賞などがある。
その他の受賞歴も多数。
日本では「バラードの貴公子」や「バラードの帝王」などと呼ばれ親しまれている。2015年3月現在、彼の公式フェイスブックに「いいね」をしている人の数は192万人を超え、今なお、根強い人気があることが窺える。

## 来歴

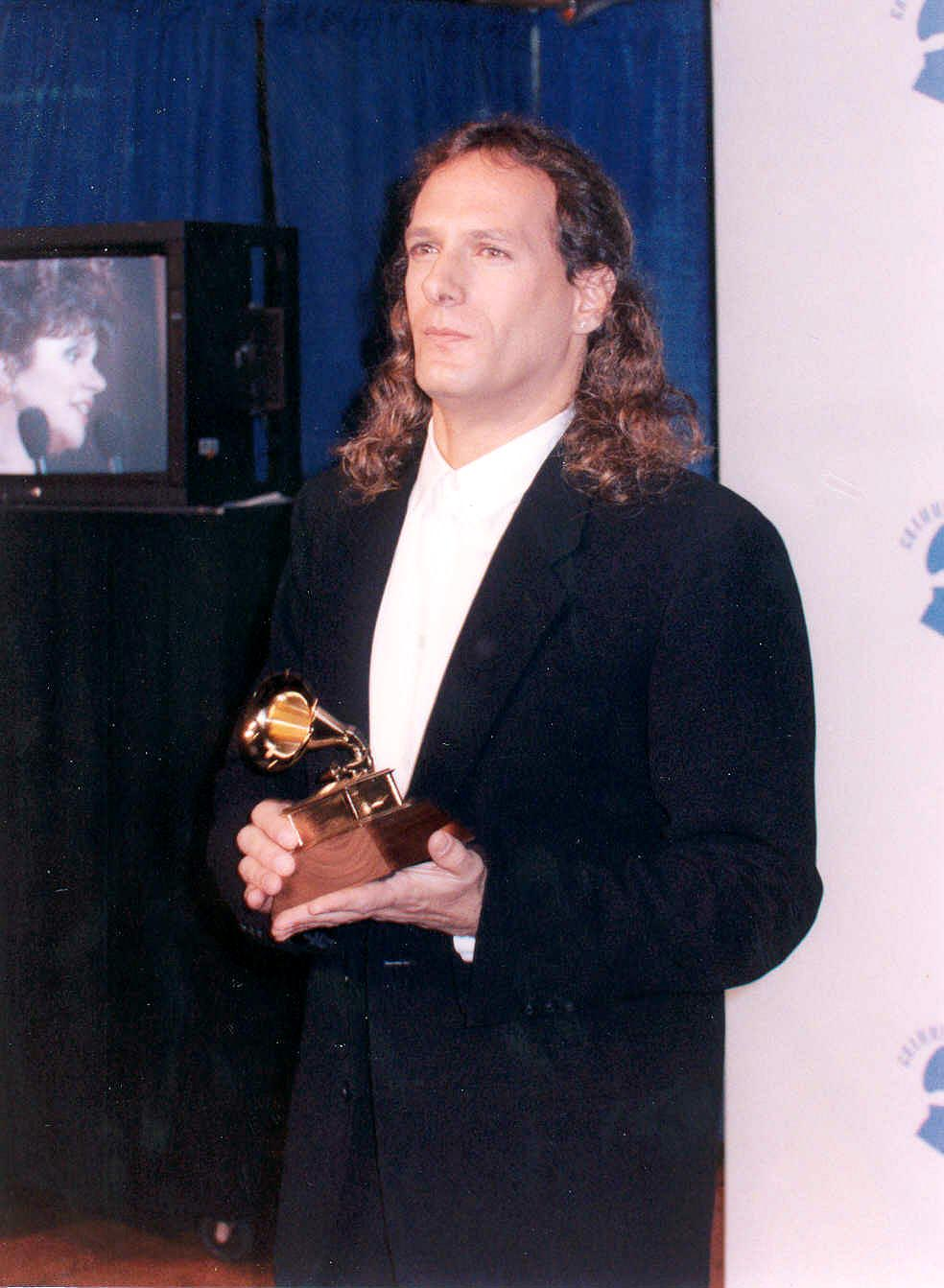
グラミー賞授賞時 (1990年)

1953年2月26日、コネチカット州ニューヘイブンのロシア系ユダヤ人の家庭に生まれる。幼少期より歌やサクソフォーンを嗜み、11歳から12歳の頃には作曲もするようになっていた。やがてクラブなどで歌い始めた彼は15歳の時に初めてのレコード契約をエピック・レコードと結ぶ。この時は本名のマイケル・ボロティンの名義で、2枚のシングルをリリースしたがヒットには結びつかずドロップされる。その後、RCAレコードと契約して2枚のアルバムをリリースするが、これも大きな成果にはならなかった。
ヒットに恵まれなかったためソロ活動をやめ、1970年代末に新たにハードロックバンド「ブラックジャック」をブルース・キューリックらと結成。ポリドール・レコードと契約して1979年にデビューする。バンドは『ブラックジャック』『ワールズ・アパート』と合計2枚のアルバムを発表、オジー・オズボーンとツアーを行うなど積極的な活動をするものの、短命に終わる。
再びソロ・アーティストに戻ってコロムビア・レコードと契約し、名義をマイケル・ボルトンに変更してアルバム『マイケル・ボルトン』（1983年）を発表。当時の邦題は『大いなる挑戦』で、キャッチコピーは「ひとりメタル」であった。
同時期に他の歌手への提供曲も手がけるようになった。ローラ・ブラニガンの「ウイズアウト・ユー (How Am I Supposed to Live Without You)」（1983年）は彼にとって初めてのメジャー・ヒット作品になり、ポップ・チャート最高12位、アダルト・コンテンポラリー・チャートでは3週連続トップという大ヒットになった。以後もバーブラ・ストライサンド、キッス、ケニー・ロジャース、ケニー・G、ピーボ・ブライソン、パティ・ラベルなどに曲を提供している。
アルバム『いざないの夜』（1987年）ではハードロック的要素を避け、オーティス・レディングの「ドック・オブ・ベイ」をカバーして自分のルーツを明らかにした。この曲はトップ40に入り、後の大ヒットへの足掛かりになる。
転機になったのはアルバム『ソウル・プロバイダー』（1989年）で、初のトップ10入り、400万枚を超える売り上げになり、シングルも5曲がトップ40入りした。特にセルフ・カバーした「ウイズアウト・ユー」は初のナンバー・ワン・シングルになり、グラミー賞では「Best Male Pop Vocal Performance」を授与された。続く『タイム、ラブ・アンド・テンダネス』（1991年）も売り上げが600万枚を超えるヒットになり、パーシー・スレッジのカバー曲「男が女を愛する時」（2度目のグラミー賞受賞）を含む4曲のヒット・ソングが生まれた。しかし「ラブ・イズ・ア・ワンダフル・シング」がアイズレー・ブラザーズに著作権侵害で訴えられてしまう。
以後もカバー曲集やオリジナル・アルバムがいずれも数百万枚の売り上げ、トップ10に入るシングルヒットも多数出し続けている。さらに音楽活動と並行して1993年に「Michael Bolton Foundation（現在のMichael Bolton Charities, Inc.）」という基金を設立。貧困、心理的虐待、身体的虐待、性的虐待に苦しむ人たちを援助し、370万ドルを超える額を供与しているなど、様々なボランティアを務めている。

## 人物・私生活
- 1992年から5年ほど交際していたニコレット・シェリダンと一度別れた後、2006年3月に婚約していたが、2008年8月に解消した[1]。また、テリー・ハッチャーやアシュレイ・ジャッドとの交際歴もある。
- 3人の娘の父親である。

## 様々なアーティストとの共演
多くのアーティストとの共演も積極的に行っている。主な共演では以下が知られており、ジャンルを超えた様々なアーティストとの共演を行っている。
- ケニー・G
- キャサリン・ジェンキンス
- ルチア・アリベルティ
- パティ・ラベル
- デルタ・グッドレム
- デヴィッド・フォスター
- ホセ・カレラス
- トニ・ツェティンスキ
- レイ・チャールズ
- セリーヌ・ディオン
- プラシド・ドミンゴ
- ルネ・フレミング
- ワイノナ・ジャッド
- B.B.キング
- ザ・ロンリー・アイランド
- ルチアーノ・パヴァロッティ
- パーシー・スレッジ
- ズッケロ
- ラスカル・フラッツ
- ララ・ファビアン
- ボブ・ディラン
- ポーラ・フェルナンデス
- オリアンティ
- シール
- ヘレーネ・フィッシャー
- ブルース・キューリック
- en:Tommy Page

## ディスコグラフィ

### スタジオ・アルバム
- Michael Bolotin (1975年)
- Everyday of My Life (1976年)
- 『マイケル・ボルトン』 - Michael Bolton (1983年) ※旧邦題『大いなる挑戦』
- 『エブリバディズ・クレイジー』 - Everybody's Crazy (1985年) ※旧邦題『クレイジー・ガイ』
- 『いざないの夜』 - The Hunger (1987年)
- 『ソウル・プロバイダー』 - Soul Provider (1989年)
- 『タイム、ラブ・アンド・テンダネス』 - Time, Love & Tenderness (1991年)
- 『タイムレス・クラシックス』 - Timeless: The Classics (1992年)
- 『ワン・シング』 - The One Thing (1993年)
- 『追憶のクリスマス』 - This Is the Time: The Christmas Album (1996年)
- 『オール・ザット・マターズ』 - All That Matters (1997年)
- 『シークレット・パッション』 - My Secret Passion (1998年)
- 『タイムレス・クラシックス (vol. 2)』 - Timeless: The Classics Vol. 2 (1999年)
- 『オンリー・ア・ウーマン・ライク・ユー』 - Only a Woman Like You (2002年)
- 『ヴィンテージ』 - Vintage (2003年)
- 'Til the End of Forever (2005年)
- 『ザ・セカンド・タイム・アラウンド〜シナトラに捧ぐ』 - Bolton Swings Sinatra (2006年)
- One World One Love (2009年)
- 『デュエッツ』 - Gems: The Duets Collection / Duette (2011年)
- Ain't No Mountain High Enough–Tribute to Hitsville (2013年)
- 『ソングス・オヴ・シネマ』 - Songs of Cinema (2017年)
- 『ア・シンフォニー・オブ・ヒッツ』 - A Symphony of Hits (2019年)

### コンピレーション・アルバム
- 『アーリー・イヤーズ』 - The Early Years (1990年)
- The Artistry of Michael Bolotin (1993年)
- 『グレイテスト・ヒッツ 1985-1995』 - Greatest Hits (1985-1995) (1995年)
- 『はじめてベスト〜Mighty 80's』 - Collections (2006年)

### シングル
- 「ゴー・ザ・ディスタンス」 - "Go the Distance" (1997年) ※アニメ『ヘラクレス』主題歌。藤井フミヤがカヴァー。

### ブラックジャック
- 『ブラックジャック』 - Blackjack (1979年)
- 『ワールズ・アパート』 - Worlds Apart (1980年)

## 日本公演
- 1994年

3月16日,17日 国立代々木競技場第一体育館、19日 東京ベイN.K.ホール、22日 大阪城ホール
- 2010年[2]

5月30日 中野サンプラザホール
- 2011年

10月19日 東京国際フォーラム・ホールA David Foster & Friends Japan Tour 2011
- 2012年[3]

10月29日 オーチャードホール、10月30日サンケイホールブリーゼ MICHAEL BOLTON JAPAN TOUR 2012